# Caradrina ingrata
Caradrina ingrata är en fjärilsart som beskrevs av Otto Staudinger 1897. Caradrina ingrata ingår i släktet Caradrina och familjen nattflyn. Inga underarter finns listade i Catalogue of Life.